# 舒尔曼病
舒尔曼病（英語：Scheuermann's disease）俗稱駝背後凸症，是一種骨骼性疾病，造成脊柱曲線後凸，發生在胸部脊柱多於腰部脊柱。

## 病因
發生原因不明，最近有研究顯示與遺傳基因有關。通常在青少年身上發現，并且男童病例比女童多。

## 治療
早期實行藥物、復健、適當運動或穿著背架有助緩和病情或防止惡化。有時也需施行手術矯正。